# Cambessedesia pityrophylla
Cambessedesia pityrophylla är en tvåhjärtbladig växtart som först beskrevs av Dc., och fick sitt nu gällande namn av Angela Borges Martins. Cambessedesia pityrophylla ingår i släktet Cambessedesia och familjen Melastomataceae. Inga underarter finns listade i Catalogue of Life.